# フェリックス・ブリッヒ
フェリックス・ブリッヒ（独: Felix Brych、1975年8月3日 - ）はドイツのサッカー審判員。国際サッカー連盟（FIFA）登録及び欧州サッカー連盟（UEFA）エリートカテゴリーの国際審判員。

## 審判としてのキャリア
2007年10月17日に行われたUEFA EURO 2008予選グループG・ルクセンブルク対ルーマニア（スタッド・ヨジー・バーテル）の主審を担当したのが国際審判員としてのデビュー。2008年2月にはUEFAカップ2007-08のラウンド32・パナシナイコスFC対レンジャーズFCの試合を担当、2008年10月には、UEFAチャンピオンズリーグ 2008-09のグループD・リヴァプールFC対PSVアイントホーフェンの試合を担当した。
ブリッヒはUEFAチャンピオンズリーグ 2011-12準決勝・チェルシーFC対FCバルセロナの第1レグを担当。2013年8月にはウェンブリー・スタジアムで行われた国際親善試合・イングランド対スコットランドを担当した。
2014年5月14日、ブリッヒはセビージャFCとSLベンフィカの間で行われたUEFAヨーロッパリーグ 2013-14 決勝を担当。試合は延長戦の末0–0で終了しPK戦に突入した が、この試合の判定で物議を醸したと考えられていた。
2017年5月12日、ブリッヒは、2017年6月3日にカーディフで行われるUEFAチャンピオンズリーグ 2016-17 決勝・ユヴェントスFC対レアル・マドリードの審判としてUEFAに選ばれる（副審はマーク・ボルシュとステファン・ラップ、第4の審判員はセルビアのミロラド・マジッチ。バスティアン・ダンケルトとマルコ・フリッツが追加の副審を務め、ラファエル・フォルティンが予備の副審に任命された。
2018年3月29日、ブリッヒはFIFAによって、自身2回目のFIFAワールドカップである2018 FIFAワールドカップの審判の1人に選ばれた。ブリッヒは、副審のマーク・ボルシュとステファン・ラップとチームを組んだ。彼はグループE・セルビア対スイスの試合を担当したが、セルビアにPKを与えなかったことが物議を醸し、FIFAはブリッヒがトーナメントでそれ以上の試合を担当しないことを決定した。セルビア代表チームのコーチであるムラデン・クルスタジッチは、敗戦の翌日、「私が彼をハーグに送れば、彼が私たちにしたように、彼らは彼を裁判にかけることができるだろう。」とユーゴスラビア戦争の戦争犯罪を想起させるような暴言を吐いた 。このため、クルスタジッチには5,000スイスフランの罰金を科された。 
UEFA EURO 2020で彼は復帰し、ラウンド16の1試合、ベルギー対ポルトガルと、準々決勝・イングランド対ウクライナ、そして準決勝・イタリア対スペインの試合を担当した。

## 私生活
スポーツに関する博士号を取得し、法学博士号を取得している。

## 栄誉
- グローブサッカーアワード–年間最優秀審判：2017 [12]
- 国際サッカー歴史統計連盟 (IFFHS) 世界最高の男性審判：2017 [13]
- 国際サッカー歴史統計連盟 (IFFHS) 世界最高の10年の審判 2011–2020 (IFFHS WORLD’S BEST MAN REFEREE OF THE DECADE 2011-2020)[14]
- 国際サッカー歴史統計連盟 (IFFHS) 世界最高の21世紀の審判 (IFFHS WORLD REFEREES OF THE XXIst CENTURY (2001-2020) )[15]